# Cratere Zhang Zhongjing
Zhang Zhongjing è un cratere lunare di 1,5 km situato nella parte sud-orientale della faccia nascosta della Luna.